# Sphenotrochus gardineri
Sphenotrochus gardineri är en korallart som beskrevs av Squires 1961. Sphenotrochus gardineri ingår i släktet Sphenotrochus och familjen Turbinoliidae.
Artens utbredningsområde är Södra Ishavet. Inga underarter finns listade i Catalogue of Life.